# Laurie Berthon
Laurie Berthon (ur. 26 sierpnia 1991 w Lyonie) – francuska kolarka torowa, srebrna medalistka mistrzostw świata i dwukrotna medalistka mistrzostw Europy.

## Kariera
Pierwszy sukces w karierze osiągnęła w 2009 roku, kiedy na mistrzostwach Europy juniorów w Mińsku zdobyła złoty medal w sprincie drużynowym. W 2012 roku została wicemistrzynią Europy młodzieżowców w omnium. Pierwszy medal w kategorii elite wywalczyła w 2014 roku, zajmując drugie miejsce w scratchu podczas mistrzostw Europy w Baie-Mahault. Na rozgrywanych dwa lata później mistrzostwach świata w Londynie zdobyła srebrny medal w omnium. W zawodach tych rozdzieliła na podium Laura Trott z Wielkiej Brytanii i Sarę Hammer z USA. W tym samym roku zdobyła też brązowy medal w wyścigu eliminacyjnym podczas mistrzostw Europy w Yvelines.